# Augerans
Augerans település Franciaországban, Jura megyében. Lakosainak száma 186 fő (2022. január 1.). Augerans Falletans, Bans, Belmont, La Loye és Souvans községekkel határos.

## Népesség
A település népességének változása:
| Lakosok száma | 87   | 156  | 148  | 148  | 166  | 171  | 178  | 181  | 182  | 186  |
|               | 1968 | 1982 | 1990 | 2006 | 2013 | 2015 | 2017 | 2019 | 2020 | 2022 |